# 阿尔巴雷托
阿尔巴雷托（義大利語：Albareto），是意大利帕尔马省的一个市镇。总面积103.95平方公里，人口2250人，人口密度21.6人/平方公里（2009年）。ISTAT代码为034001。